# سهاد باحجري الكندي
'سهاد باحجري الكِندي[بحاجة لمصدر]'، هي كيميائية سعودية وتعتبر أول امرأة سعودية تفوز بجائزة دولية في لندن، فقد ظهر نبوغ الدكتورة سهاد باحجري الكِندي فيما كانت في القسم العلمي بإحدى مدارس جدة وفي امتحان الشهادة الثانوية في العام 1970 ميلادي حصلت على الترتيب الخامس على مستوى المملكة، ومنذ ذلك الوقت واصلت باحجري حصد درجات النجاح والتفوق حيث أنها قبيل أن تلتحق بجامعة ويلز في بريطانيا حصلت على درجات متقدمة في الإنجليزية والرياضيات من مدرسة مورتن هول في العام 1971 ميلادي وشهادة في استخدامات اللغة الإنجليزية من جامعة أكسفورد، ثم التحقت بجامعة ويلز وتخرجت بدرجة بكالوريوس في الكيمياء الحيوية في العام 1975 ميلادي، وبعدها التحقت ببرنامج الدراسات العليا حتى حصلت على الدكتوراه في الكيمياء الحيوية السريرية من نفس الجامعة التي تخرجت منها وذلك عن رسالة أنزيمات الأحماض النووية في مصل الدم أثناء فترة الحمل.

## الدخول في مجال الكيمياء
يعتبر والدها أول كيميائي في السعودية، والنواة الأولى التي غرست فيها حب الكيمياء منذ الصغر، حيث كان يحكي لها عن أهمية علم الكيمياء، ويحرص على إجراء التجارب البسيطة معها، فقد تخرج والدها من جامعة القاهرة والتي كانت تسمى بجامعة فؤاد الأول في ذلك الحين، وعندما بدأت دراستها في بريطانيا عن الكيمياء الحيوية شجعها أستاذ الكيمياء في المدرسة الداخلية على دراسة هذا التخصص لأن مجالاته كثيرة وبالفعل شغفت بالكيمياء ودرستها ومن ثم نالت الدكتوراه في الكيمياء الحيوية والسريرية كما أسلفنا.

## الإنجازات
- خلال سنتين ونصف السنة أجرت بحوثا علمية بوحدة التغذية بمركز الملك فهد للبحوث المعملية وقد اختيرت نتائج أبحاثها في مجال تأثير عنصر الكروم في النساء الحوامل على الفئران وأثبتت النتائج أن تناول الكروم يؤدي إلى خفض مستوى سكر الدم إلى الحدود الطبيعية للحوامل وبالتالي يخفض استخدام جرعات الإنسولين اليومية، وقد تم تسجيل هذا البحث في جامعة كنج كوليج في لندن أعرق الجامعات العالمية، وقامت بمناقشة نتائج هذه الدراسة في إسبانيا وتم تكريمها مع الفريق العلمي المشارك في إجرائها.
- أنجزَت العديد من الأبحاث العلمية منها تأثير مادة الكلور على أهالي مدينة جدة إضافة إلى أسباب البدانة في المجتمع السعودي وأثر الأغذية المحلية على صحة المجتمع.
- في العام 2002 ميلادي تم منحها جائزة أفضل ملخص بحث مشترك مع (كنج كوليج) وتم تقديم البحث في المؤتمر العالمي للصحة والتغذية في لندن.
- شاركت البروفسورة، دكتورة باحجري في المؤتمر العالمي الذي يشارك فيه حوالي الخمسون من الخبراء العالميون على أعلى المتسويات سواء من الولايات المتحدة وبلجيكا والدنمارك وألمانيا وبريطانيا والسويد وغيرهم، وتعتبر د. باحجري المشاركة العربية الوحيدة لأن الجمعية العالمية للطب المخبري طلبت منها رسمياً المشاركة في المؤتمر والسبب هو البحث الذي قامت به عن علاقة العناصر الطبيعية بأمراض العصر.